# Relaciones Japón-Perú
Las relaciones entre Japón y el Perú (en japonés: 日・ペルー関係) se remontan a fines del siglo XIX, cuando ocurre la primera inmigración japonesa al Perú, la cual constituye el primer flujo de migrantes de Japón hacia Latinoamérica, constituyéndose en la actualidad como la segunda colonia japonesa más grande de América Latina, después de la colonia en Brasil. El Perú fue el primer país en la región que estableció relaciones diplomáticas con Japón en 1873.

## Historia
Las relaciones entre Japón y Perú se iniciaron durante el periodo de dominio español en Perú. Los mercaderes y misioneros españoles eran conocidos desde Acapulco de Juárez, en el Virreinato de Nueva España (actual México), y Manila, en la Capitanía General de Filipinas (actual Filipinas), a través del comercio con los galeones de Manila.
En Manila, los comerciantes españoles comerciaban con los japoneses y transportaban mercancías a la entonces América Española. En 1821, Perú declaró su independencia de España, mientras que, a mediados del siglo XIX, Japón abrió sus puertas y estableció relaciones diplomáticas con varios países.
Antes de que se establecieran relaciones diplomáticas formales, en junio de 1872, un barco peruano, el María Luz, que transportaba 232 trabajadores chinos, hizo escala en el puerto japonés de Yokohama después de haber sido dañado por una fuerte tormenta en su camino de Macao portugués al Callao. En el puerto, un trabajador chino escapó y saltó a la orilla. Una vez en tierra, el trabajador se quejó de los graves abusos y, después de que un segundo trabajador, que buscaba protección y el rescate de sus compañeros a bordo, escapara del barco, las autoridades japonesas abordaron el barco y encontraron a ciudadanos chinos retenidos contra su voluntad en condiciones inhumanas. Muchos fueron secuestrados y la mayoría desconocía el lugar de su destino final.
Un tribunal japonés acusó al capitán del barco María Luz, Ricardo Herrera, de engañar y violar el derecho internacional y liberó a los ciudadanos chinos. En 1873, Japón y Perú formalizaron sus relaciones diplomáticas mediante la firma del Tratado de Amistad, Comercio y Navegación entre Japón y Perú.
El 3 de abril de 1899, 790 inmigrantes japoneses arribaron a Perú en el Sakura Maru. La mayoría de los inmigrantes llegaron al país para trabajar en diversas plantaciones. En 1936, 23.000 inmigrantes japoneses se habían instalado en Perú. 
Durante la Segunda Guerra Mundial, los peruanos atacaron las casas y negocios de más de 600 japoneses en Lima, matando a 10 japoneses e hiriendo a decenas de estos; en enero de 1942, se rompieron las relaciones diplomáticas tras el ataque japonés desde Pearl Harbour.
Poco después, Perú deportó a 1.700 peruanos de ascendencia japonesa a Estados Unidos. y los envió a campos de internamiento para proteger a América Latina de los extranjeros. Después de la guerra, Perú restableció las relaciones diplomáticas con Japón, y en 1959 el primer ministro Nobusuke Kishi envió un funcionario a Perú; en 1961, el presidente peruano Manuel Prado Ugarteche se convirtió en el primer jefe de un estado latinoamericano en visitar Japón.

## El presidente Alberto Fujimori
En julio de 1990, Alberto Fujimori se convirtió en la primera persona de ascendencia japonesa en llegar a la presidencia de Perú.
Unos meses después de la elección de Fujimori, varios japoneses y peruano japoneses fueron atacados, secuestrados o asesinados por dos grupos terroristas, Sendero Luminoso y el Movimiento Revolucionario Túpac Amaru. En 1992, el presidente Fujimori visitó Japón.
El 27 de diciembre de 1996, 14 miembros del Movimiento Revolucionario Tupac Amaru asaltaron la residencia del embajador de Japón en Lima y tomaron como rehenes a más de 400 funcionarios diplomáticos y militares que celebraban el 63.º cumpleaños del entonces Emperador de Japón, Akihito. Estos esperaban que el presidente Fujimori asistiera a la fiesta, pero al comprobar que no estaba presente, exigieron la liberación de 300 compañeros de dicho movimiento revolucionario encarcelados por el Gobierno Peruano. El incidente se conoció como la toma de la residencia del embajador de Japón en Lima y se prolongó hasta el 22 de abril de 1997, cuando las tropas peruanas entraron en la residencia del embajador y mataron a los 14 miembros del movimiento revolucionario. Durante este asedio, el juez del Tribunal Supremo, Carlos Justi murió en la operación y otros dos soldados fueron abatidos. El primer ministro japonés, Ryutaro Hashimoto, agradeció a Perú por la liberación de los rehenes.
En noviembre de 2000, el presidente Fujimori asistió a la 12.ª cumbre de la Foro de Cooperación Económica Asia-Pacífico en Brunéi. Tras la cumbre, viajó a Japón y envió por fax su dimisión de la presidencia desde Tokio debido a la agitación política por los escándalos de corrupción. El gobierno japonés declaró que Fujimori no tenía ningún problema para permanecer en Japón, ya que era un ciudadano japonés. El gobierno peruano, bajo la presidencia de Alejandro Toledo, solicitó a Japón la extradición de Fujimori, a quien se le abrieron 20 procesos penales, pero Japón se negó.
En 2006, Fujimori fue detenido cuando salía de Japón hacia México y Chile. Intentaba volver a Perú para presentarse a la presidencia. 

## Relaciones bilaterales

### Economía y comercio
Japón, como la tercera economía mundial, es el quinto destino de las exportaciones peruanas, y el segundo socio comercial del Perú más importante en Asia, después de China. En el 2011, se suscribió en Tokio el "Acuerdo de Asociación Económica", el cual entró en vigor el 1 de marzo de 2012. Ambos países son miembros del Foro de Cooperación Económica Asia-Pacífico (APEC) y participan en las negociaciones conducentes al Acuerdo Estratégico Transpacífico de Asociación Económica. En la actualidad, los montos de inversión directa provenientes de Japón y China constituyen los mayores aportes al Perú provenientes de Asia.
Japón está aumentando la importación de artículos de alimentos del Perú, por ejemplo, se agregó la palta Hass en el 2015 y la mandarina en el 2018. Las mandarinas peruanas fueron introducidas en el 1940 por los peruanos japoneses issei, primera generación.

## Embajadores

### Embajadores de Japón en el Perú
- Morihisa Aoki (1994-1997; fue secuestrado durante la toma de la residencia del embajador de Japón en Lima)[9]
- Konishi Yoshizo (1997-2000)
- Takashi Kiya (2000-2002)
- Yubun Narita (2002-2005)
- Hitohiro Ishida (2005-2008)[10]
- Shuichiro Megata (2008-2011)[11]
- Masahiro Fukukawa (2011-2014)[11]
- Tatsuya Kabutan (desde año 2014)[1]
- Kiyofumi Konishi(2024)[12]

### Embajadores del Perú en Japón
- Aurelio García y García (enviado extraordinario y ministro plenipotenciario, 1872-1874)
- Manuel Elías Bonnemaison Torres (1929-1936)
- Ricardo Ernesto Víctor Rivera Schreiber (1936-1941)
- Aníbal Ponce Sobrevilla (1961-1965)
- José Carlos Ferreyros Balta (1966-1969)
- José Carlos Mariátegui Arellano (1971-1974)
- Luis José Macchiavello Amorós (primer período, 1985-1989)
- Víctor Hiroshi Aritomi Shinto (1991-2000)[13]
- Luis José Macchiavello Amorós (segundo período, 2003-2005)[14]
- Hugo Ernesto Palma Valderrama (2006-2008)[15]
- Juan Carlos Capuñay Chávez (2009-2011)[16]
- Elard Alberto Escala Sánchez-Barreto (2011-2017)[17]
- Harold Forsyth (desde año 2017)[18]

## Visitas de alto nivel
Visitas de alto nivel de Japón al Perú
- Primer ministro Shigeru Ishiba (2024)[19]

## Misiones diplomáticas
- Japón tiene una embajada en Lima.
- Perú tiene una embajada y consulado-general en Tokio y un consulado-general en Nagoya.

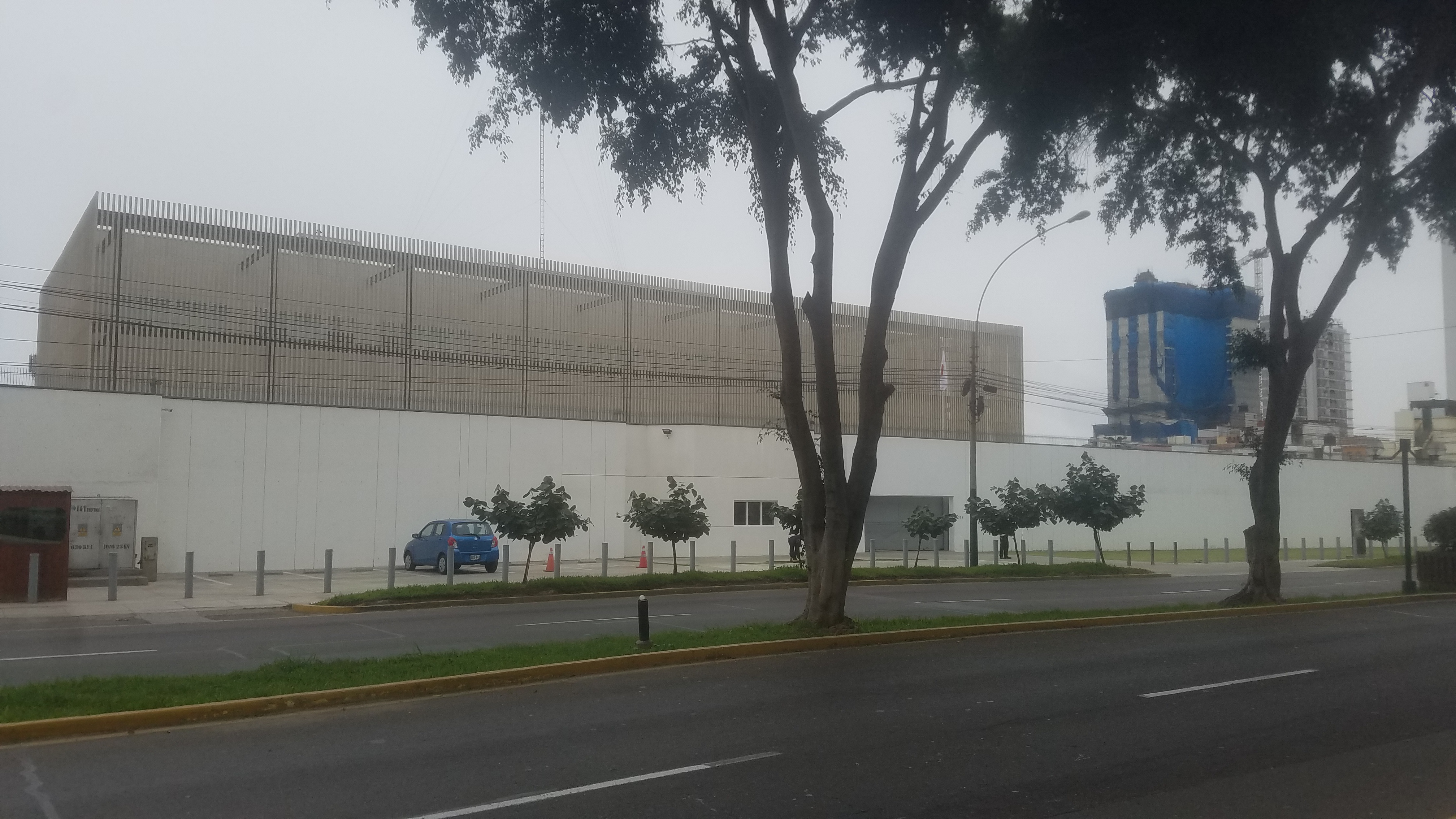
Embajada de Japón en Lima

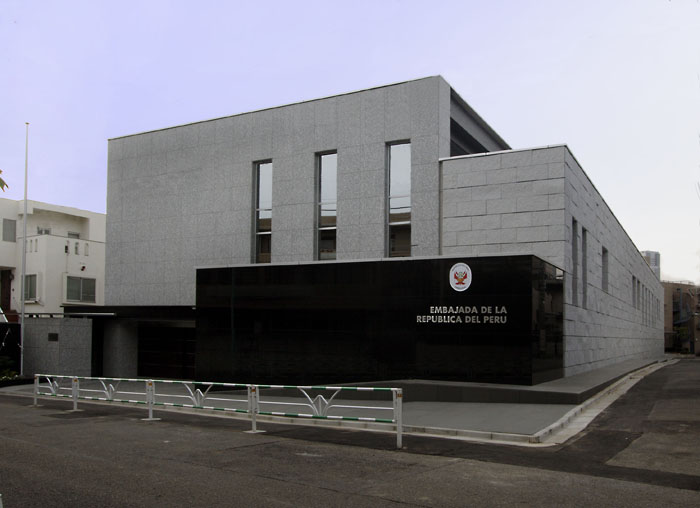
Embajada del Perú en Tokio
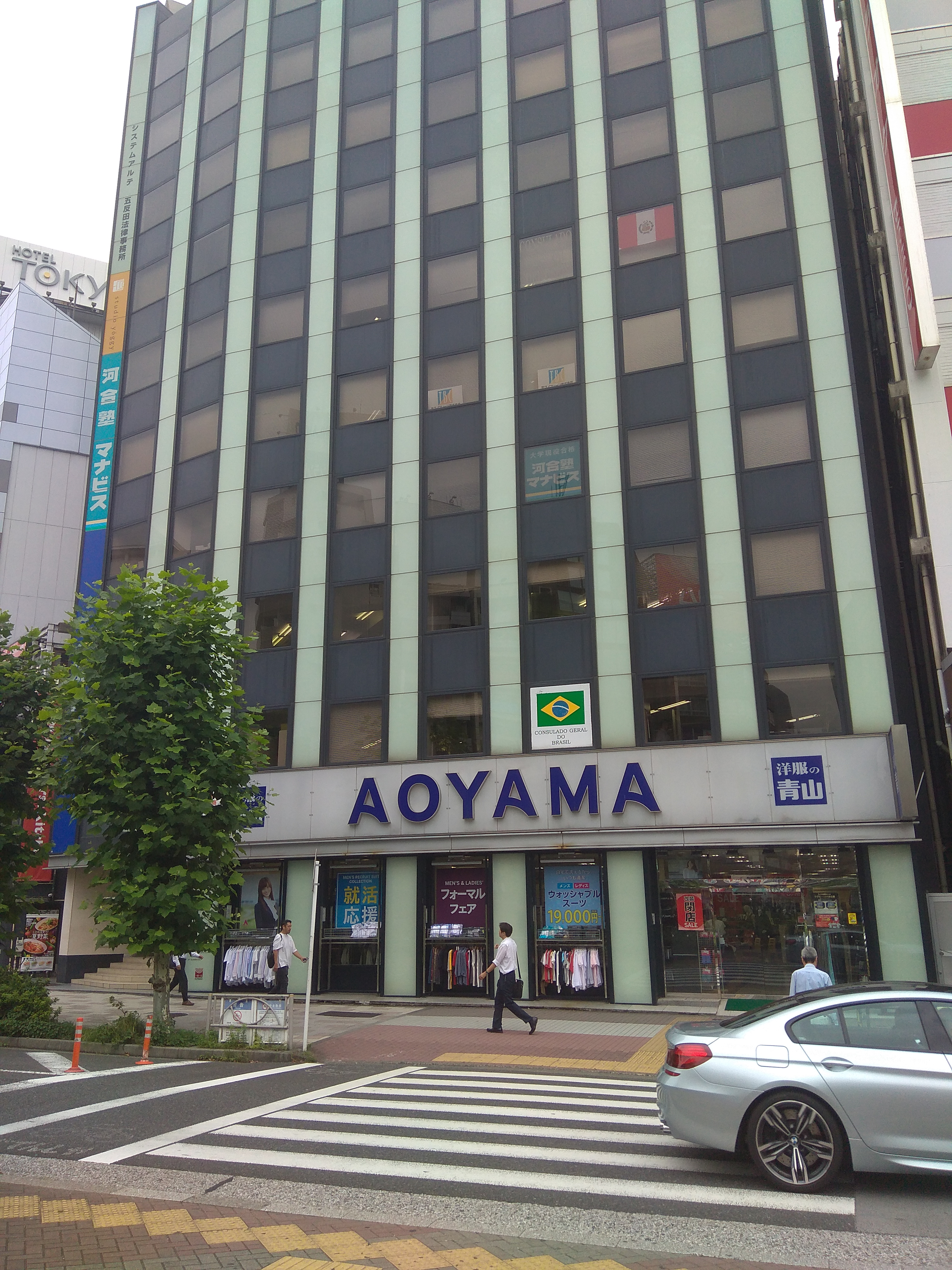
Consulado General del Perú en Tokio
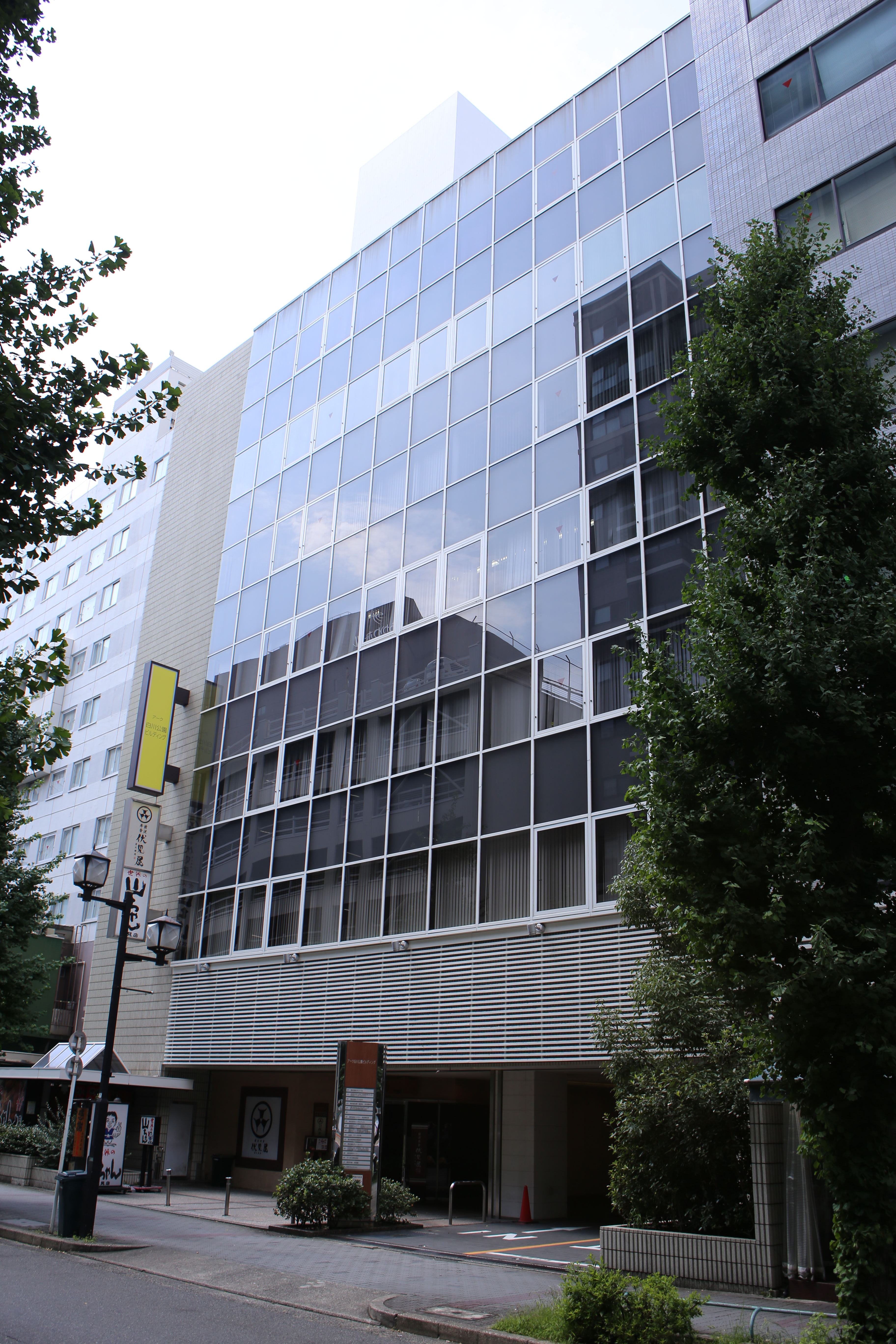
Consulado General del Perú en Nagoya